# STANAG
STANAG (Standardization Agreement, Umowa Standaryzacyjna) – umowa międzynarodowa, która określa procesy, procedury, pojęcia i warunki dla wspólnych wojskowych lub technicznych procedur i wyposażenia dla krajów członkowskich NATO. Każdy członek NATO ratyfikuje STANAG i wprowadza go w swojej własnej armii. Celem jest zapewnienie wspólnych operacyjnych i administracyjnych procedur oraz logistyki, tak by armia jednego państwa zrzeszonego mogła korzystać z zasobów i wsparcia armii innego państwa zrzeszonego. Umowy STANAG tworzą też podstawę technicznej zgodności dla różnorodnych systemów komunikacyjnych i informacyjnych (CIS), niezbędnych dla NATO i prowadzonych wspólnie operacji.
Normy STANAG są publikowane po angielsku i francusku, czyli w dwóch oficjalnych językach NATO, przez Agencję Standaryzacyjną NATO w Brukseli.
Wśród setek umów standaryzacyjnych (obecnie jest ich około 1300) część dotyczy kalibrów broni ręcznej, amunicji, oznaczeń na mapach, procedur komunikacyjnych, a także klasyfikacji mostów.